# Самолёт Вани Чонкина (Оренов)
«Самолёт Ва́ни Чо́нкина» — мюзикл Юлия Кима и Владимира Дашкевича по роману Владимира Войновича «Жизнь и необычайные приключения солдата Ивана Чонкина», поставленный в Хабаровске, на сцене Хабаровского краевого музыкального театра.
Премьера состоялась 3 марта 2007 года.